# Тимолеон
Тимолеон (на гръцки Τιμολέων) е коринтянин от аристократична фамилия, пълководец и държавник, роден около 411 пр.н.е. Вследствие на непримиримата си ненавист към тиранията допуска убийството на своя брат Тимофан, който през 366 пр.н.е. се стреми да завземе властта. След тези събития Тимолеон прекарва 20 години в уединение. През 347 пр.н.е. е изпратен в Сицилия начело на малка армия вследствие на молбата за помощ от страна на Сиракуза, Овладявайки първоначално града, а през 343 пр.н.е. и неговата крепост, Тимолеон отстранява тирана Дионисий Младши и възстановява демократичния начин на управление. С победата си при Кримисос през 339 пр.н.е. спира картагенското настъпление в източната част на Сицилия, възстановява демократичното устройство във всички гръцки градове на острова и ги обединява в съюз, начело с град Сиракуза. Умира през 337 пр.н.е. Жизнеописание на Тимолеон оставя Плутарх.